# José Oliva Nogueira
José Oliva Nogueira , (Cádiz 26 de diciembre de 1873 - Rosario, 16 de octubre de 1945) fue un poeta, dramaturgo, filósofo, periodista y músico argentino.
Nogueira fue un autodidacta. Tuvo únicamente dos maestros: Menéndez y Pelayo y Felipe Pedrell. Una víctima del talento, con una gran cultura enciclopédica: además de escribir poesía, estudió filosofía, matemáticas, poesía, teatro, retórica, crítica, astronomía, economía política, jurisprudencia, derecho, dibujo, medicina, pintura. Leía en varios idiomas, entre los que cabe destacar el latín, italiano, francés y catalán.
La obra de Oliva Nogueira es enjuiciosa y vasta. Permanece escondida por culpa de su autor. Durante treinta y cinco años escribió todos los días cincuenta cuartillas. En 1905, comenzó a actuar en diversos diarios de Rosario, pero no abandonó sus sueños de poeta ni distintos aspectos del arte literario, pues con su firma publicó juicios críticos y ensayos que lo destacaron como un intelectual indiscutible. Cultivó la música y el teatro, y hemos de recordar con este motivo La leyenda del Urutaú, que con música de Gilardo Gilardi fue premiada y representada en el teatro Colón en el año 1934. Su conocimiento de los mitos del nordeste argentino ya se habían manifestado en otra ópera, Irupé, en tres actos, en la que fue autor del libreto y compositor.
En reconocimiento a su aporte a la cultura, la Municipalidad de Rosario a través del Decreto Ordenanza 4673 del año 1977, en su artículo 24, otorga el nombre de José Oliva Nogueira a una calle del noroeste de la ciudad.

## Periodista
Dedicado al periodismo desde su juventud, ha colaborado en distintas publicaciones del país. En Rosario ha dirigido, primero, El mercantil, diario de gran difusión y de mucho prestigio en su tiempo, y, más tarde, La República. Su labor continuó como editorialista de La Capital, función que desempeñó también en La Provincia. Ha actuado, asimismo, como crítico de arte en La Reacción y en los tres diarios nombrados en primer término. Además ha sido fundador de varias publicaciones hoy extintas, en las que tuvo a su cargo, junto con la dirección, las cuestiones políticas y económicas.

## Escritor
Ha escrito cuatro libros y opúsculos de versos; diez obras para el teatro y otros trabajos de índole diversa, y ha obtenido varios premios y distinciones en distintos certámenes literarios. Es notable destacar su libro De la luz y de la sombra, que contiene veintisiete sonetos implecables, escritos en estilo sublime.
Llama mucho la atención el drama lírico La leyenda del Urutaú, del cual es autor. Se trata de una obra ampliamente lograda y llena de rasgos brillantes y patéticos, saturada de esa tristeza muy propia del indígena que ha perdido su libertad. Este libro ha sido calurosamente elogiado por el erudito alemán Carl Ebert, régisseur de la compañía del teatro Colón, de Buenos Aires, teatro donde fue estrenada en la temporada de 1934. La música de La leyenda del Urutaú perteneca al maestro Gilardo Gilardi y se considera que es ella una de las mejores obras del repertorio lírico nacional.
Como poeta, se distingue por lo profundamente subjetivo, por la forma esmerada que da a sus versos, y por las imágenes con que los adorna. Su inspiración emana de las fuentes inagotables de la vida, de la contemplación y de la filosofía. En el ímprobo arte de escribir sonetos, son pocos los que pueden competir con él.

## Músico
Poseedor de una amplia cultura, el señor Oliva Nogueira cultivó también la música, siendo autor de diversas obras musicales, en su mayoría inéditas.

## Obras
- Sus primeras nueve obras según el catálogo de la Biblioteca Nacional Argentina son:

1. ¡Más allá...!: la victoria está al final. Rosario: Romanos. 1923.
2. De la luz y de la sombra. Rosario: Talleres Gráficos Romanos Hnos. 1924.
3. El amor es así. 19??.
4. La leyenda del Urutaú. Buenos Aires: Pegoraro. 19??.
5. Orígenes de la ciudad de Rosario de Santa Fe. Rosario: La Cervantina. 1925.
6. La machona. Letra de Nogueira, música de Abel Bedrune. Buenos Aires: Alfredo Perrotti. 1935.
7. Tipo feliz. Letra de Nogueira, música de Abel Bedrune. Buenos Aires: Julio Korn. 1939.
8. Estoy esperando. Partitura instrumental vocal. Buenos Aires: Casa Romano. 1939.
9. Hay que reírse. Letra de Nogueira, música de Abel Bedrune. Buenos Aires: Crisantemo. 1940.

- Solidaridad Periodística. 1907.
- Heliantos. 1908.
- Desde mi ventana. 1919.
- ¡Más allá...!. 1922.
- A la distancia. Romanza para canto y piano con versos de Lisímaco Chavarría y música de José Oliva Nogueira. Rosario. 1925.
- Canto a España. 19??.
- Los muñecos. 19??. - Drama en tres actos, en prosa.
- Agua serena. 19??. - Comedia en tres actos, en prosa.
- También ellas tienen sus derechos. 19??. - Drama en un acto, en prosa.
- El áspero camino. 19??. - Drama en un acto, en prosa.
- El astro rey. 19??. - Fantasía cómico-lírica, en un acto.
- De ayer a hoy. 19??. - Crónicas e impresiones.